# جاده یخی
جاده یخی (به انگلیسی؛ The Ice Road) یک فیلم اکشن و دلهره‌آور آمریکایی که در سال ۲۰۲۱ منتشر شد، به نویسندگی و کارگردانی جاناتان هنزلی. در این فیلم، لیام نیسون در نقش مایک مک‌کان، و لارنس فیشبرن در نقش جیم گلدن‌راد با بنجامین واکر، امبر میدتاندر، مارکو توماس، هولت مک‌کالانی، مارتین سنسمیر، مت مک‌کوی و مت سلینجر در نقش‌های فرعی بازی می‌کنند. این اولین فیلم هنسلی پس از «کشتن مرد ایرلندی» محصول ۲۰۱۱ است. این فیلم یک تیم از رانندگان کامیون را دنبال می‌کند که در یک مأموریت خطرناک بر فراز دریاچه‌های یخ‌زده و جاده‌های زمستانی برای ارائه یک جزء حیاتی برای نجات کارگران گرفتار در معدن الماس فرو ریخته هستند. این فیلم به صورت دیجیتالی توسط نتفلیکس در ایالات متحده و کانادا و توسط آمازون پرایم ویدئو در بریتانیا در ۲۵ ژوئن ۲۰۲۱ منتشر شد. این فیلم نقدهای متفاوتی از سوی منتقدان دریافت کرد. دنباله‌ای با عنوان جاده یخی:  انتقام ساخته شده است.

## موضوع
پس از فروریختن یک معدن الماس از راه دور در مناطق شمالی کانادا، یک راننده یخ یک مأموریت نجات غیرممکن را بر فراز یک اقیانوس یخ زده انجام می‌دهد تا با وجود ذوب شدن آب و تهدیدی که هرگز در آینده مشاهده نمی‌کنند، جان معدنچیان محبوس شده را نجات دهد…

## شرح داستان
انفجاری در معدنی واقع در مانیتوبا باعث گیر افتادن ۲۶ معدنچی می‌شود. مایک مک‌کَن و برادرش گِرتی، یک کهنه‌سرباز جنگ عراق که دچار اختلال استرسی پس از سانحه و نارسایی گفتار است، در یک شرکت ترابری در داکوتای شمالی کار می‌کنند. اما پس از آن‌که مایک یکی از رانندگان را به‌خاطر تمسخر ناتوانی ذهنی گرتی کتک می‌زند، هر دو اخراج می‌شوند. مایک متوجه می‌شود که در وینیپگ به رانندگان جاده‌های یخی نیاز دارند و برای کار درخواست می‌دهند.
جیم گلدن‌راد، رانندهٔ دیگری، رهبری مأموریتی نجات را بر عهده می‌گیرد تا سرچاه نفت به معدن منتقل کند. او مک‌کَن و گرتی را به‌همراه زنی جوان از بومیان کانادا به‌نام تانتو استخدام می‌کند. همچنین کارمندی به‌نام وارنی، متخصص ارزیابی ریسک بیمه برای شرکت کاتکا (مالک معدن)، به گروه می‌پیوندد. مبلغ ۲۰۰ هزار دلار میان چهار راننده تقسیم می‌شود و اگر یکی از آن‌ها بمیرد، سهم او میان بازماندگان تقسیم خواهد شد. در این میان، معدنچیان با مدیران شرکت کاتکا با استفاده از کد تَپ ارتباط برقرار می‌کنند و مدیرعامل کاتکا، سیکل، پیام می‌فرستد که قصد دارند با انفجار، تونلی برای آزادسازی معدنچیان ایجاد کنند.
گروه با سه سرچاه عازم معدن می‌شود. در مسیر، موتور کامیون گلدن‌راد از کار می‌افتد. هنگام تعمیر، یخ زیر تریلر ترک می‌خورد و پای او گیر می‌افتد. گلدن‌راد که می‌داند راه نجاتی ندارد، از تانتو می‌خواهد بند متصل‌کنندهٔ کامیونش را ببُرد. او غرق می‌شود اما دو تریلر دیگر و محموله‌ها نجات پیدا می‌کنند. برای فرار از موج فشار و ترک برداشتن یخ، دو کامیون باقی‌مانده سر می‌خورند و واژگون می‌شوند، که همین باعث توقف موج فشار می‌شود.
وارنی مایک را قانع می‌کند که تانتو عامل خرابکاری در کامیون گلدن‌راد بوده، اما تانتو می‌گوید که برادرش کودی در میان معدنچیان گیر افتاده است. در جریان بازجویی، او اسلحه‌ای درمی‌آورد، اما گرتی او را خلع سلاح و مهار می‌کند. پس از آن‌که مردها کامیون‌ها را دوباره روی چرخ قرار می‌دهند، وارنی مایک و گرتی را در قسمت بار کامیون حبس می‌کند. سپس معلوم می‌شود که وارنی خود عامل خرابکاری بوده است. او تانتو را بی‌هوش می‌کند، کامیون مایک را با دینامیت بمب‌گذاری می‌کند و همراه با تانتو می‌گریزد. اما مایک و گرتی موفق می‌شوند فرار کنند و دینامیت را پیش از انفجار به بیرون پرتاب کنند. وارنی از دور نظاره می‌کند و فکر می‌کند آن دو مرده‌اند.
هنگام بالا کشیدن تریلر از میان یخ، گرتی سعی می‌کند مایک را از خطر شکستن وینچ مطلع کند، اما مایک به هشدار بی‌توجهی می‌کند. وینچ می‌شکند و گرتی به‌همراه تریلر به درون آب می‌افتد، اما مایک او را نجات می‌دهد. وارنی با سیکل دیدار می‌کند و به او می‌گوید مایک و گرتی مرده‌اند. سیکل دستور می‌دهد که تانتو و آخرین سرچاه نیز از بین بروند، به‌نحوی که انگار تانتو کنترل کامیون را از دست داده و از پرتگاه سقوط کرده است. وارنی قصد دارد تانتو را بکشد، اما موش خانگی گرتی، «اسکیتر»، او را گاز می‌گیرد و این فرصت را به تانتو می‌دهد تا او را از کامیون بیرون بیندازد. مایک و گرتی از راه می‌رسند و پیمانکاران کاتکا را که دنبال تانتو بودند، می‌کشند.
پس از آن‌که تانتو به‌خاطر قطع شدن اتصال سوخت‌رسانی کامیون توسط وارنی، سوخت تمام می‌کند، وارنی دوباره او را تعقیب می‌کند، اما مایک کامیونش را به کامیون وارنی می‌کوبد و آن را از پرتگاه پایین می‌فرستد. وارنی زنده می‌ماند و با دینامیت بهمن ایجاد می‌کند. مایک و گرتی می‌گریزند، اما تانتو زیر برف مدفون و با شاخه‌ای زخمی می‌شود. آن‌ها تریلر او را جدا می‌کنند و با سرچاه فرار می‌کنند. وارنی با کامیون تانتو آن‌ها را تعقیب و شروع به کوبیدن می‌کند. مایک سوار کامیون وارنی می‌شود و هر دو از خودرو بیرون می‌افتند. پس از درگیری، مایک می‌خواهد فرار کند، اما وارنی دوباره سوار می‌شود. مایک او را بی‌هوش می‌کند، سرعت می‌گیرد و از کامیون بیرون می‌پرد. کامیون در یخ فرو می‌رود و وارنی کشته می‌شود.
در این میان، تانتو و گرتی از پلی عبور می‌کنند که برای وزن کامیون طراحی نشده و با سختی از آن عبور می‌کنند. اما کامیون دوباره به عقب سر می‌خورد و گرتی برای متوقف کردن آن زیر آن له می‌شود. مایک از راه می‌رسد و در لحظات پایانی کنار برادرش می‌نشیند. سپس او و تانتو به‌موقع می‌رسند و معدنچیان را نجات می‌دهند. پس از مشخص شدن حقیقت، مدیرعامل کاتکا، سیکل را اخراج می‌کند و او بازداشت می‌شود.
سه ماه بعد، تانتو به‌عنوان مکانیک در گاراژ گلدن‌راد کار می‌کند. مایک با کامیون طلایی جدیدش به دیدن او می‌آید؛ او حالا به‌عنوان پیمان‌کار مستقل، تجهیزات ورزشی جابه‌جا می‌کند. هنگام حرکت، دیده می‌شود که به اسکیتر رسیدگی می‌کند و پلاک کامیونش نوشته شده: «TRK TRK TRK»، به افتخار نامی که گرتی برای کامیون انتخاب کرده بود.

## بازیگران
- لیام نیسون در نقش مایک[۸]
- لارنس فیشبرن در نقش گلدنرود
- ری مک کینون
- مارکوس توماس
- بنجامین واکر
- امبر میدتاندر

## ساخت
فیلمبرداری در وینیپگ در فوریه ۲۰۲۰ انجام شد. و در گیملی، مانیتوبا نیز سکانس‌های گرفته شده است.

## بازخوردها
- در وب‌سایت جمع‌آوری نقد راتن تومیتوز، این فیلم بر اساس ۸۹ نقد، با میانگین امتیاز ۴٫۸ از ۱۰، ۴۴ درصد تاییدیه دارد. اجماع انتقادی این وب‌سایت می‌گوید: «لیام نیسون همچنان یک قهرمان اکشن درجه یک باقی می‌ماند؛ متأسفانه، مانند تعدادی از ژانرهای اخیر او، جاده یخی مسیری سراشیبی است که با قابلیت پیش‌بینی هموار شده است».[۱۳]
- در متاکریتیک، فیلم بر اساس ۲۴ منتقد، میانگین وزنی ۴۲ از ۱۰۰ را دارد که نشان‌دهنده «بررسی‌های مختلط یا متوسط» است.[۱۴]